# Noctorum
Noctorum – wieś w Anglii, w hrabstwie ceremonialnym Merseyside, w dystrykcie metropolitalnym Wirral. Leży 7 km na zachód od centrum Liverpool i 289 km na północny zachód od Londynu. W 2001 miejscowość liczyła 4990 mieszkańców.